# Routewaardering (klimmen)
Routewaardering is de aanduiding van een moeilijkheidsgraad in de klimsport. Er bestaan verschillende moeilijkheidsschalen, afgestemd op het soort klimmen (boulderen, alpien, big-wall, sportklimmen) of afhankelijk van hun oorsprong in verschillende landen.
Er is een aantal factoren dat bijdraagt aan de moeilijkheid van een beklimming, waaronder de technische moeilijkheid van de bewegingen, de vereiste kracht en uithoudingsvermogen, en de moeilijkheid van het afzekeren. De verschillende waarderingssystemen beschouwen deze factoren op verschillende manieren, zodat twee waarderingssystemen onvergelijkbaar zijn.

## Artificieel klimmen
Artificieel klimmen gebruikt de gradaties A0 tot A5 afhankelijk van de steilheid van het terrein en de betrouwbaarheid van de materiaalplaatsingen. Een A0 route heeft vele solide plaatsingen, maar een A5 route heeft vaak lange passages met onbetrouwbare plaatsingen die slechts het lichaamsgewicht kunnen houden.

## Boulderen
Er zijn vele waarderingssystemen.

## Vrij klimmen
Voor vrij klimmen en het sportklimmen zijn er vele verschillende waarderingssystemen, waarvan de meesten van land tot land verschillen:

### Frans waarderingssysteem
Het Franse waarderingssysteem beschouwt de totale moeilijkheid van een beklimming en houdt daarbij rekening met de technische moeilijkheid van de bewegingen maar ook de lengte van de route. De gradaties zijn numeriek, startend bij 1 (erg eenvoudig) en het systeem heeft een open einde. Elke numerieke graad kan onderverdeeld worden door het toevoegen van de letter (a, b of c). Voorbeelden: 2, 4, 4b, 6a, 7c. Een optionele + of - kan gebruikt worden voor verdere onderverdeling. Veel Europese landen gebruiken dit systeem alhoewel de feitelijke moeilijkheden uiteen kunnen lopen. Bekend zijn onder meer België, Frankrijk, Spanje, Italië en Portugal.

### Ewbanksysteem
Het Ewbanksysteem, dat wordt gebruikt in Australië en Nieuw-Zeeland, werd ontwikkeld halverwege de jaren '60 door John Ewbank (niet te verwarren met een Nederlands songwriter en muziekproducent). Het numerieke Ewbanksysteem is een open-eindeschaal, startend bij 1, die oploopt tot 34 (anno 2005). De Ewbankschaal maakt geen onderscheid tussen verschillende aspecten van het klimmen - inspanning, luchtigheid, technische moeilijkheid, afzekering - het combineert al deze aspecten in één waardering. Een route met een technische beweging niet moeilijker dan 14 kan als 17 gewaardeerd zijn als de route slecht af te zekeren is. Omgekeerd kan een route met één enkele 19-beweging maar die verder gemakkelijk en zeer goed af te zekeren is ook met 17 gewaardeerd zijn. In beide gevallen moet men echter een zekere vaardigheid beheersen. 

Opmerking: Ewbank ontwikkelde ook een open-eind “M”-systeem voor artificieel klimmen.

### Yosemite Decimal System
Het Yosemite Decimal System stamt uit de VS en breidde zich snel uit naar Canada en de rest van Amerika.
Het systeem bestaat uit vijf klassen. Klasse 1 is lopen; Klassen 2 tot 4 zijn steeds steilere vormen van klauteren, en klasse 5 is rotsklimmen. Het was van origine de bedoeling om de klassen verder onder te verdelen in decimalen, zodat bijvoorbeeld een 4.5 route een klauterpartij zou zijn halfweg 4 en 5, en 5.9 zou de moeilijkste rots route zijn. Echter, de toenemende standaards hebben ervoor gezorgd dat een 5.9 route uit de jaren 60 nu slechts een middelzware route betekent. Het systeem heeft daarom nu een open einde, zodat 5.10 volgt op 5.9, en dan 5.11, 5.12, etc. De gradaties worden fijner onderverdeeld door toevoeging van de letters "a", "b", "c" of "d".
Anno 2005, zijn de moeilijkste routes gewaardeerd met 5.15a.
Het Yosemite systeem kijkt alleen naar de fysieke moeilijkheid van een beklimming, en niet naar de kwaliteit van de afzekering. Sommige gidsen gebruiken symbolen zoals G, PG, R en X:
- G - Goede, solide afzekering
- PG - Tamelijk goed, paar passages met slechte of ontbrekende afzekering
- R - Runout, sommige afzekeringen kunnen erg ver uit elkaar zitten
- X - Geen afzekering, extreem gevaarlijk

### Brits waarderingssysteem
Het Britse waarderingssysteem heeft (in theorie) twee delen: de adjectieve gradatie en de technische gradatie.
De adjectieve gradatie probeert om de totale moeilijkheid van de route te bepalen. In de vroeg 20e eeuw bestond er Easy, Moderate, Difficult, maar toenemende standaarden hebben ertoe geleid dat er extra gradaties zijn toegevoegd. De adjectieve gradaties zijn als volgt:
- Easy (zelden gebruikt)
- Moderate (M)
- Difficult (D, of 'Diff')
- Very Difficult (VD, of 'VDiff')
- Severe (S)
- Hard Severe (HS)
- Very Severe (VS)
- Hard Very Severe (HVS)
- Extremely Severe (XS of E plus een nummer)

De Extremely Severe gradaties zijn onderverdeeld met een open-eind in E1 (eenvoudig) dan E2, E3 en zo verder. Anno 2004 zijn de moeilijkste routes E10 gewaardeerd, maar veel klimmers beschouwen zulke hoge gradaties als virtueel omdat ze nog door niemand on-sight geklommen zijn. Anno 2004, is de moeilijkste bevestigde graad E8.
Sommige gidsen maken een fijner onderscheid door erbij te vermelden "Mild" of "Hard" (dus, Hard Very Difficult en Mild Severe liggen tussen Very Difficult en Severe).
De technische gradatie geeft alleen een indicatie over de technische moeilijkheid van de moeilijkste passage van een route, ongeacht het risico van zo'n passage of het uithoudingsvermogen dat nodig is als er meerdere van zulke passages achter elkaar volgen. Ook technische gradaties hebben een open-einde, startend bij 1 en onderverdeeld in "a", "b" en "c", alhoewel het onwaarschijnlijk is om iets onder de 4a tegen te komen. Anno 2004 is de zwaarste route ongeveer 7b.
Meestal neemt de adjectieve waardering toe met de technische waardering, maar als er bijvoorbeeld een moeilijke technische pas vlak boven de grond zit (veilig) dan zal dat de adjectieve gradatie niet erg beïnvloeden. VS 4c is een gewone waardering voor een route. VS 4a wijst op slechte of moeilijke afzekering (makkelijke passages, maar geen afzekering), VS 5b duidt erop dat de sleutelpas meteen de eerste pas is of anders erg goed afgezekerd. Bij routes van meer dan één touwlengte is het gebruikelijk om de totale route een adjectieve gradatie te geven en technische waarderingen voor de individuele touwlengtes.

### UIAA
De UIAA-schaal is een vruchteloze poging van de UIAA om een internationale standaard vast te leggen. De schaal wordt voornamelijk in Duitsland en Oostenrijk gebruikt. Van origine was de schaal bedoeld te lopen van 1 (makkelijkste) tot  10 (moeilijkste), maar zoals met alle waarderingsschalen hebben voortdurende verbeteringen in het klimniveau ertoe geleid dat er geen bovengrens bestaat. Een optionele + of - kan gebruikt worden om de gradaties verder te differentiëren. Anno 2017 is de hoogste waardering 12.

## IJsklimmen
IJsklimmen heeft verschillende moeilijkheidsschalen. De WI numerieke schaal toont de moeilijkheid van routes op waterijs; De M schaal toont de moeilijkheid van gemengde rots/ijs routes.

## Alpinisme
In het alpien klimmen wordt er meestal een totaal-waardering gegeven die zowel conditionele als technische vaardigheden omvat. In oplopende moeilijkheid:
- F - Facile
- PD - Peu Difficile
- AD - Assez Difficile
- D - Difficile
- TD - Très Difficile
- ED - Extrêmement Difficile
- ABO - Abominablement Difficile

Hierbij kan bij alle waarderingen ook nog - (inférieur) of + (supérieur) toegevoegd worden. 
Naast een van de bovenstaande moeilijksheidsgraden wordt vaak extra informatie verstrekt over de technische moeilijkheden in rots en/of ijs.

## Indoorklimmen
In het indoorklimmen wordt in België, Nederland en Frankrijk meestal het Franse waarderingssysteem gebruikt. De moeilijkheidsgraden beginnen daar vanaf de 3de graad tot meestal maximaal de 8ste graad.

## Vergelijkingstabel
Onderstaande tabel vergelijkt een aantal van de verschillende waarderingsschalen die wereldwijd gebruikt worden:
| Vergelijkingstabel van de verschillende systemen | Vergelijkingstabel van de verschillende systemen | Vergelijkingstabel van de verschillende systemen | Vergelijkingstabel van de verschillende systemen | Vergelijkingstabel van de verschillende systemen | Vergelijkingstabel van de verschillende systemen | Vergelijkingstabel van de verschillende systemen | Vergelijkingstabel van de verschillende systemen | Vergelijkingstabel van de verschillende systemen | Vergelijkingstabel van de verschillende systemen |
| ------------------------------------------------ | ------------------------------------------------ | ------------------------------------------------ | ------------------------------------------------ | ------------------------------------------------ | ------------------------------------------------ | ------------------------------------------------ | ------------------------------------------------ | ------------------------------------------------ | ------------------------------------------------ |
|                                                  |                                                  |                                                  |                                                  |                                                  |                                                  |                                                  |                                                  |                                                  |                                                  |
| Sierra (USA)                                     | Brits (UK) Adj/Tech                              | Brits (UK) Adj/Tech                              | Frans                                            | UIAA (Centraal-Europees)                         | Australisch                                      | Tsjechisch                                       | Fins                                             | Braziliaans                                      | Fb-Skala                                         |
|                                                  |                                                  |                                                  |                                                  |                                                  |                                                  |                                                  |                                                  |                                                  |                                                  |
| 5.2                                              |                                                  |                                                  | 1                                                | I                                                |                                                  | I                                                |                                                  | Isup                                             |                                                  |
| 5.3                                              |                                                  |                                                  | 2                                                | II                                               | 11                                               | II                                               |                                                  | II                                               |                                                  |
| 5.4                                              |                                                  |                                                  | 3                                                | III                                              | 12                                               | III                                              |                                                  | IIsup                                            | 2                                                |
| 5.5                                              | 4a                                               | VD                                               | 4                                                | IV                                               |                                                  | IV                                               |                                                  | III                                              | 3                                                |
| 5.6                                              |                                                  | S                                                | 5a                                               | V-                                               | 13                                               | V                                                | 5-                                               | IIIsup                                           |                                                  |
| 5.7                                              | 4b                                               | HS                                               | 5b                                               | V                                                | 14                                               | VI                                               | 5                                                | IV                                               | 4a                                               |
|                                                  | 4c                                               |                                                  |                                                  | V+                                               | 15                                               |                                                  |                                                  |                                                  |                                                  |
| 5.8                                              |                                                  | VS                                               | 5c                                               | VI-                                              | 16                                               | VIIa                                             | 5+                                               | IVsup                                            |                                                  |
| 5.9                                              | 5a                                               | HVS                                              | 6a                                               | VI                                               | 17                                               | VIIb                                             |                                                  | V                                                | 4b                                               |
| 5.10a                                            |                                                  | E1                                               | 6a+                                              | VI+                                              | 18                                               | VIIc                                             | 6-                                               | Vsup                                             |                                                  |
| 5.10b                                            | 5b                                               |                                                  |                                                  |                                                  | 19                                               |                                                  |                                                  | VI                                               |                                                  |
| 5.10c                                            |                                                  | E2                                               | 6b                                               | VII-                                             | 20                                               | VIIIa                                            | 6                                                |                                                  |                                                  |
| 5.10d                                            | 5c                                               |                                                  | 6b+                                              | VII                                              | 21                                               | VIIIb                                            |                                                  | VIsup                                            | 4c                                               |
| 5.11a                                            |                                                  | E3                                               | 6c                                               | VII+                                             | 22                                               | VIIIc                                            | 6+                                               | VIIa                                             | 5a                                               |
| 5.11b                                            |                                                  |                                                  | 6c+                                              |                                                  | 23                                               |                                                  |                                                  |                                                  |                                                  |
| 5.11c                                            | 6a                                               | E4                                               | 7a                                               | VIII-                                            | 24                                               | IXa                                              | 7-                                               | VIIb                                             | 5b                                               |
| 5.11d                                            |                                                  |                                                  | 7a+                                              | VIII                                             | 25                                               | IXb                                              | 7                                                | VIIc                                             | 5c                                               |
| 5.12a                                            |                                                  | E5                                               | 7b                                               | VIII+                                            | 26                                               | IXc                                              | 7+                                               | VIIIa                                            | 6a                                               |
| 5.12b                                            | 6b                                               |                                                  | 7b+                                              |                                                  |                                                  |                                                  | 8-                                               | VIIIb                                            | 6b                                               |
| 5.12c                                            |                                                  | E6                                               | 7c                                               | IX-                                              | 27                                               | Xa                                               | 8                                                | VIIIc                                            | 6c                                               |
| 5.12d                                            | 6c                                               |                                                  | 7c+                                              | IX                                               | 28                                               | Xb                                               | 8+                                               | IXa                                              | 7a                                               |
| 5.13a                                            |                                                  | E7                                               | 8a                                               | IX+                                              | 29                                               | Xc                                               | 9-                                               | IXb                                              | 7a+                                              |
| 5.13b                                            |                                                  |                                                  |                                                  |                                                  |                                                  |                                                  | 9                                                | IXc                                              | 7b                                               |
| 5.13c                                            | 7a                                               |                                                  | 8a+                                              | X-                                               | 30                                               | XIa                                              | 9+                                               | Xa                                               | 7b+                                              |
|                                                  |                                                  |                                                  |                                                  |                                                  |                                                  |                                                  |                                                  |                                                  | 7c                                               |
| 5.13d                                            |                                                  | E8                                               | 8b                                               | X                                                | 31                                               | XIb                                              | 10-                                              | Xb                                               | 7c+                                              |
| 5.14a                                            |                                                  |                                                  | 8b+                                              | X+                                               | 32                                               | XIc                                              | 10                                               | Xc                                               | 8a                                               |
| 5.14b                                            | 7b                                               |                                                  |                                                  |                                                  |                                                  |                                                  | 10+                                              | XIa                                              | 8a+                                              |
| 5.14c                                            |                                                  | E9                                               | 8c/8c+                                           | XI-                                              | 33                                               |                                                  | 11-                                              |                                                  | 8b                                               |
| 5.14d                                            | 7c                                               |                                                  | 9a                                               | XI                                               |                                                  |                                                  | 11                                               |                                                  | 8b+                                              |
|                                                  |                                                  |                                                  |                                                  |                                                  |                                                  |                                                  |                                                  |                                                  | 8c                                               |
| 5.15a                                            |                                                  |                                                  | 9a+                                              | XI+                                              |                                                  |                                                  | 11+                                              |                                                  | 8c+                                              |
| 5.15b                                            |                                                  |                                                  | 9b                                               | XII-                                             |                                                  |                                                  |                                                  |                                                  |                                                  |